# خاموشی دریا

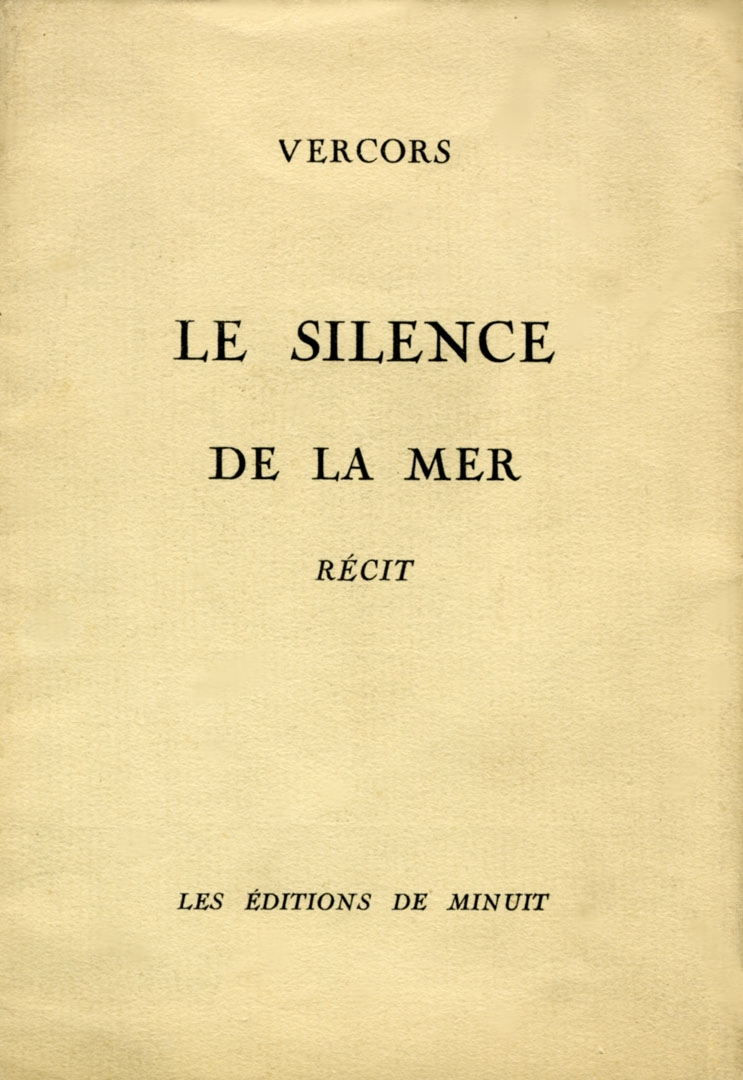
جلد چاپ اول کتاب

خاموشی دریا یا سکوت دریا (به فرانسوی: Le Silence de la mer) رمانی است که توسط ورکور (Vercors) (نام مستعار ژان برولر Jean Bruller) نویسنده فرانسوی در جنگ جهانی دوم و مخفیانه منتشر شده‌است.

## شخصیت‌های داستان
- افسر آلمانی، ورنر فون ابرناک
- پیرمرد فرانسوی
- برادرزادهٔ پیرمرد فرانسوی

## نقد و بررسی
ورکور در این داستان نشان می‌دهد که چگونه پیرمردی فرانسوی همراه با دختر برادرش مقاومت خود را علیه اشغال کشورشان با صحبت نکردن با افسری آلمانی بروز می‌دهند که خانه آنها را اشغال کرده‌است. این رمانِ جذاب و سرشار از احساس و وقار که لبریز از درد و امید و نمونه‌ای از ادبیات مقاومت در کشور فرانسه است به‌زودی شهرت زیادی پیدا کرد و باعث شهرت نویسنده‌اش شد.

## ترجمه‌های فارسی
خاموشی دریا، ترجمه‌ی حسن شهید نورائی، شرکت سهامی چاپ، ۱۳۲۳